# Hebetancylus excentricus
Hebetancylus excentricus is een slakkensoort uit de familie van de Planorbidae. De wetenschappelijke naam van de soort is voor het eerst geldig gepubliceerd in 1851 door Morelet.